# Édouard Senny
Édouard Senny, compositeur, pianiste, poète belge, est né à Filot le 22 décembre 1923 et mort accidentellement à Hamoir le 15 janvier 1980.

## Biographie
Musicien par tradition familiale, Édouard Senny étudie le piano au conservatoire de Liège. Il le quitte en 1945 pour poursuivre ses études avec Pierre Froidebise (écriture) et René Delporte (piano). Il adhère au groupe des dodécaphonistes liégeois, révèle au public belge, en 1947, les Variations op. 27 de Webern et rencontre Pierre Boulez à Paris.
Il meurt dans un accident de chemin de fer.

## Œuvres
Ses premières compositions, dodécaphoniques notamment (une sonate pour piano, un quatuor à cordes…), séduisent André Souris, dont il est devenu l'ami. Mais ses charges familiales l'obligent à se consacrer presque entièrement à l'enseignement (piano, éducation musicale). Nanti d'une solide formation classique, amoureux de littérature, il occupe ses heures de loisirs à l'histoire locale, au folklore ou à  la poésie. 
Après le concile Vatican II, il revient à la composition et écrit pour la chorale de son village une musique liturgique qui témoigne des exigences qu'il a formulées en la matière : « Un art humble, simple, impersonnel, quasi hiératique, mais d'une haute maîtrise technique… ». 
D'autres œuvres plus ambitieuses naissent ensuite (la cantate Jésus, un Requiem, admiré par Nadia Boulanger, La Lyre à double tranchant, sur un texte d'André Souris…). 
Devenu professeur d'analyse musicale, il continue à composer (Vitrail pour Jeanne d'Arc, des mélodies pour chant et piano…). 